# Datas
Datas är en kommun i Brasilien.   Den ligger i delstaten Minas Gerais, i den sydöstra delen av landet, 500 km sydost om huvudstaden Brasília. Antalet invånare är 5 210.
Omgivningarna runt Datas är huvudsakligen savann. Runt Datas är det glesbefolkat, med 16 invånare per kvadratkilometer.